# Tom Petersson
Thomas John Petersson (Rockford, 9 maggio 1950) è un bassista statunitense.
È il bassista dei Cheap Trick. Dal 1980 al 1988 lasciò la band e partecipò ad altri progetti.
Petersson è noto per aver concepito il basso elettrico a 12 corde, che poi ha usato.

## Discografia

### Con i Cheap Trick

#### Studio
- Cheap Trick (1977);
- In Color (1977);
- Heaven Tonight (1978);
- Dream Police (1979);
- All Shook Up (1980);
- Lap of Luxury (1988);
- Busted (1990);
- Woke up with a Monster (1994);
- Cheap Trick (1997);
- Special One (2003);
- Rockford (2006).

#### Live
- At Budokan (1978);
- Music for Hangovers (1999);
- Silver (2001).

#### Raccolte
- Sex, America, Cheap Trick (1996);
- The Essential Cheap Trick (2004);
- Authorized Greatest Hits (2000).